# Реальная премия MusicBox
Реальная Премия MusicBox — премия, организованная холдингом Music Box Russia, проходит с 2013 года. Шестёрки финалистов по каждой номинации формируются на основании результатов голосования, которое проводится в социальных сетях и на официальном сайте Премии.
На протяжении первых трёх лет награждение проходило в Государственном Кремлёвском дворце. Начиная с 2016 года премия вручается в Crocus City Hall. Премия сопровождается концертным шоу с участием номинированных артистов и приглашенных звёзд. Каждая премия проходит под лозунгом, который определяет концепт всего шоу.
- Генеральный директор — Наталья Палинова
- Генеральный продюсер — Аруся Амарян
- Креативный продюсер — Андраник Саарян
- Режиссёр — Ольга Кныш

## 2013 год
Первая Реальная Премия MUSICBOX прошла под названием «Реальна только музыка».
Дата проведения: 19 ноября 2013 года, Государственный Кремлёвский дворец.
Ведущими премии были Андрей Бедняков, Анастасия Короткая и Тимур Родригез.
Победителями Первой Реальной Премии MUSICBOX стали:
- Лучший певец: Dan Balan
- Лучшая певица: Нюша
- Лучший DJ: DJ Feel
- Лучшая группа: Звери
- Лучшая POP-ROCK группа: Нервы
- Лучший HIP-HOP проект: L′One
- Лучшая песня: SEREBRO — Мало тебя
- Лучшее видео: Тимур Родригез — #Heroes
- Лучший альбом: МакSим — Другая реальность
- Лучшая раскрутка: Герои
- 100 % GOLD (номинация MUSICBOX TV): Натали — О Боже, какой мужчина!
- Креатив года (номинация ЮМОР TV): Quest Pistols — Забудем все

## 2014 год
Вторая Реальная Премия MUSICBOX прошла под названием «Реальна только музыка».
Дата проведения: 19 ноября 2014, Государственный Кремлёвский дворец.
Ведущими премии были Александр Пушной и Елена Борщева, Наталья Медведева и Стас Костюшкин.
Победителями Второй Реальной Премии MUSICBOX стали:
- Лучший певец: Дима Билан — Болен тобой
- Лучшая певица: Полина Гагарина — Шагай
- Лучший DJ: DJ Fenix
- Лучшая группа: Винтаж — Когда рядом ты
- Лучший POP ROCK: Йена — Суббота-свобода
- Лучший HIP-HOP проект: Бьянка — Руками ногами
- Лучшая песня: Serebro — Я тебя не отдам
- Лучший видеоклип: Филипп Киркоров — Кумир
- Лучший альбом: Нюша — Объединение
- Лучшая раскрутка: ВИА Гра & Вахтанг — У меня появился другой
- Лучший дуэт: Слава & Ирина Аллегрова — Первая любовь — любовь последняя
- Лучший креатив: Дискотека Авария — Лайк ми
- Лучший шансон: Виктор Петлюра - Самая любимая в мире женщина
- Лучший певица *Junior: Дарья Андреева — Animal
- Лучший видеоклип *Junior: Александра Абрамейцева — Саша, Саша

Специальные награды:
- За вклад в российскую рок-музыку, номинация «Мастер» — Владимир Кузьмин
- Лучший автор-исполнитель — МакSим
- Икона стиля — Сергей Зверев
- Интернет-сенсация — Рома Жёлудь и Мелисса

## 2015 год
Третья Реальная Премия MUSICBOX прошла под названием «Шоу в жанре мюзикл».
Дата проведения: 20 ноября 2015, Государственный Кремлёвский дворец.
Ведущими премии были Гоша Куценко и Денис Клявер.
Победителями Третьей Реальной Премии MUSICBOX стали:
- Певец года: Сергей Лазарев
- Певица года: Наргиз
- DJ года: DJ Цветкоff
- Группа года: Serebro
- Рок года: Би-2
- Хип-хоп года: Noize MC
- Песня года: Полина Гагарина — A Million Voices
- Видеоклип года: Нюша — Где ты, там я
- Альбом года: МакSим — Хорошо
- Dance года: Митя Фомин — Вот так вот я тебя люблю
- Раскрутка года: Markus Riva
- Прорыв года: MBAND
- Дуэт года: Валерия и Анна Шульгина — Ты моя
- Креатив года: Стас Костюшкин (А-Dessa) — Женщина, я не танцую
- Show года: Quest Pistols Show
- Gold (Номинация MusicBox TV): Стас Михайлов

## 2016 год
Четвёртая Реальная Премия MUSICBOX прошла под названием «Ещё больше красок».
Дата проведения: 17 ноября 2016, Crocus City Hall
Ведущими премии были Николай Басков, LOBODA, МакSим, Вячеслав Манучаров, Анна Седокова, Микаэл Арамян и Анфиса Чехова.
Победителями Четвёртой Реальной Премии MUSICBOX стали:
- Певец года: Сергей Лазарев
- Певица года: Ани Лорак
- Группа года: MBAND
- Рок года: Ночные снайперы
- Хип-хоп года: Мот
- Дуэт года: Наргиз и Макс Фадеев
- Песня года: Loboda — К чёрту любовь
- Клип года: Алексей Воробьев — Сумасшедшая
- Прорыв года: Эмма М
- Вне формата: Скриптонит
- Альбом года: SEREBRO — Сила трёх
- Креатив года: Burito — Мегахит
- Раскрутка года: Григорий Юрченко
- Певица года. Gold: Лолита
- Певец года. Gold: Леонид Агутин
- Городской романс: Сергей Трофимов
- Шоу года: Николай Басков — Игра
- Тинейджерский проект года: Open Kids
- Фестиваль года: Жара
- Специальная номинация «ВКонтакте»: Нюша

Специальные награды:
- Самый востребованный российский артист за рубежом — Ёлка
- Самое большое количество ротаций за 10 лет — Винтаж

## 2017 год
Пятая Реальная Премия MUSICBOX прошла под названием «Музыка вселенной».
Дата проведения: 23 сентября 2017, Crocus City Hall
Ведущими премии были Анна Грачевская и Алексей Воробьёв, Анфиса Чехова и Денис Косяков, Ханна и Тимур Родригез.
Победителями Пятой Реальной Премии MUSICBOX стали:
- Певец года: Дима Билан
- Певица года: Ёлка
- Группа года: Artik & Asti
- Рок года: Би-2
- Хип-хоп проект года: Баста
- Дуэт года: Валерия и Кристина Орбакайте — Любовь не продается
- Песня года: Макс Барских — Туманы
- Клип года: Сергей Лазарев — Lucky Stranger
- Прорыв года: Летать!
- Вне формата: Jukebox Trio
- Альбом года: Loboda — H2Lo
- Креатив года: Митя Фомин feat. Fomka — Мобилка
- Раскрутка года: Estradarada
- Певица года. Gold: Катя Лель
- Певец года. Gold: Стас Михайлов
- Городской романс: Ирина Круг
- Шоу года: Анита Цой — 10/20
- Тинейджерский проект года: Kristian Kostov
- Блогер года: Амиран Сардаров
- Специальная номинация «ВКонтакте»: Нюша

Специальные награды:
- Самый большое количество голосов из-за рубежа — Сергей Лазарев
- Самое большое количество ротаций за 5 лет — Полина Гагарина
- Лучшее из нового — Ханна
- За благотворительную деятельность — Зара
- Золотая медаль — Николай Басков
- На волне — Ольга Бузова
- За самую успешную коллаборацию — The Parakit и Swanky Tunes

## 2018 год
Шестая Реальная Премия MUSICBOX прошла под названием «На волне музыки».
Отличительной особенностью данной премии от предыдущих являлась то, что на её не приехали большинство более популярных исполнителей и групп (за исключением Олега Газманова, Валерии, Лолиты, Жасмин и Ольги Бузовой). Причиной стали звонки от артистов, которые настоятельно не рекомендовали появляться на данной церемонии по инициативе «Русской медиагруппы».
Дата проведения: 30 сентября 2018, Crocus City Hall
Ведущими премии были Анна Грачевская и Денис Косяков, Роман Миров и Анжелика Агурбаш, а позже Лолита.
Победителями Шестой Реальной Премии MUSICBOX стали:
- Лучший певец: Emin
- Лучшая певица: Ани Лорак
- Лучший дуэт: Кравц и Градусы — Выходи за меня
- Лучшая группа: SEREBRO
- Лучший клип: Matrang — Медуза
- Прорыв года: MARUV
- Лучший рок-артист / рок-группа: Пошлая Молли
- Лучший рэп / хип-хоп артист: Баста
- Раскрутка года: Sabi Miss
- Шоу года: Ани Лорак — Дива
- Digital Хит Рунета: Ольга Бузова — Wi-Fi
- Креатив года: Ольга Бузова — Чемпион
- 100 % Хит: Лёша Свик — Малиновый свет
- Лучший альбом: Jah Khalib — E.G.O
- Лучшая певица Gold: Лолита
- Лучший певец Gold: Олег Газманов
- Городской романс 2018: Александр Розенбаум

Специальные награды:
- «Движение» — Юлия Самойлова
- Большее количество голосов из-за рубежа — Валерия
- 20 лет на сцене — Жасмин
- Самый лучший иностранный артист — SEYA
- Суперзвезда года — Сергей Зверев (приз — корона)
- За вклад в развитие музыкальной индустрии — Тамара Гвердцители
- «Воля фантазии» — Доктор Шадский и Русская Барби (Олег Шадский и Таня Тузова)
- Медаль за дружбу — Brandon Stone
- «Восток — дело тонкое» — Лючана и Доктор Шадский
- За вклад в российскую музыкальную культуру — Игорь Крутой
- Интернет на музыке (номинация портала Яндекс. Музыка) — MARUV — Drunk Groove
- «Специальная премия» — Polina

## 2024 год
Телеканал MusicBox отпраздновал своё 20-летие возрождением премии MusicBox. Режиссёром церемонии стала Ирина Миронова.
Дата проведения: 21 ноября 2024, клуб «Atmosphere»
Ведущим премии был Дмитрий Колдун
Победителями Реальной Премии MUSICBOX 2024 стали:
- Клип года — Ольга Бузова «Гамбит»
- Хит года — Татьяна Куртукова «Матушка»
- Лучший альбом — Loc-Dog
- Группа года — 5sta Family
- Дуэт года — Mia Boyka, Михаил Шуфутинский «Помада на щеке»
- Прорыв года — Bearwolf «Godzilla»
- Digital певец года — Amirchik
- Digital певица года — Люся Чеботина
- Певец GOLD  — Денис Клявер
- Певица GOLD — Зара
- Саунд-продюсер года — Alex Davia
- Лучшее танцевальное видео — Марина Бриз
- Певец года — Сергей Лазарев
- Певица года  — Ани Лорак
- Взлёт года — KRIOL PRODUCTION
- Рок-группа года — GORODA
- Раскрутка года — ЭЛиПС
- Рок-раскрутка  — Группа Ё

Специальные награды:
- «За вклад в искусство» — Ольга Бузова
- «Легенда русского шансона» — Михаил Шуфутинский
- «25 лет на сцене» — Николай Басков
- «Городской романс» — Александр Буйнов
- «Международный уровень» — Катя Лель
- «За особый вклад в развитие музыкальной культуры» — Анита Цой
- «Народная любовь» — Стас Костюшкин
- «Мировой хит» — Lizwi, Joezi - Amathole
- «Караоке десятилетия» — ROYAL ARBAT (Влад Дубровский)
- «Хиты поколений» — Kevin MacCoy
- «20 лет на сцене»  — Дмитрий Колдун
- «Анна Семенович» — Анна Семенович

## Лидеры по количеству номинаций
| Артист          | Количество номинаций |
| Serebro         | 9                    |
| Нюша            | 9                    |
| Сергей Лазарев  | 9                    |
| Полина Гагарина | 7                    |
| Егор Крид       | 7                    |
| Дима Билан      | 6                    |
| МакSим          | 6                    |
| Бьянка          | 6                    |
| Ёлка            | 6                    |
| Баста           | 6                    |

## Ведущие
| Год  | Ведущие                                                                                   |
| ---- | ----------------------------------------------------------------------------------------- |
| 2013 | Андрей Бедняков Анастасия Короткая Тимур Родригез                                         |
| 2014 | Александр Пушной Елена Борщева Наталья Медведева Стас Костюшкин                           |
| 2015 | Гоша Куценко Денис Клявер                                                                 |
| 2016 | Николай Басков LOBODA МакSим Вячеслав Манучаров Анна Седокова Микаэл Арамян Анфиса Чехова |
| 2017 | Анна Грачевская Алексей Воробьёв Анфиса Чехова Денис Косяков Ханна Тимур Родригез         |
| 2018 | Анна Грачевская Денис Косяков Роман Миров Анжелика Агурбаш Лолита                         |
| 2024 | Дмитрий Колдун                                                                            |

## Отзывы
Церемония «Реальная Премия MUSICBOX» из года в год собирает положительные отзывы зрителей. Главными качествами премии считают зрелищное шоу и честные награды заслуженным артистам, за которых голосуют зрители и фанаты.
После выступления на Второй Реальной премии MusicBox DJ Fenix был назван британским изданием The Guardian официальным диджеем Владимира Путина.